# Oulad Ghziyel
Oulad Ghziyel (franska: Oulad Ghziyel (CR), Oulad Ghziyel (Commune Rurale), arabiska: سيدي موسى ا لمهاية) är en kommun i Marocko.   Den ligger i provinsen Jerada och regionen Oriental, i den nordöstra delen av landet, 400 km öster om huvudstaden Rabat. Antalet invånare är 6 488.